# Chevières
Chevières é uma comuna francesa na região administrativa de Grande Leste, no departamento das Ardenas. Estende-se por uma área de 6,17 km². Em 2010 a comuna tinha 47 habitantes (densidade: 7,6 hab./km²).